# Ksenija Turković
Ksenija Turković (* 13. Februar 1964 in Zagreb, Jugoslawien) ist eine kroatische Juristin und ehemalige Richterin am Europäischen Gerichtshof für Menschenrechte.

## Leben und Wirken
Turković studierte Rechtswissenschaften an der Universität Zagreb und erwarb dort ihr studienabschließendes Diplom 1987. 1989 erwarb sie den Titel Master of Laws an der Yale University. 1996 promovierte sie in Yale zur Dr. iur. und erhielt im selben Jahr die Zulassung zur New Yorker Anwaltskammer. Sie arbeitete in Amerika für die Kanzleien Sullivan & Cromwell und Hunton & Williams und war in diesem Rahmen unter anderem als Rechtsberaterin bei einem Fall vor dem Internationalen Strafgerichtshof für das ehemalige Jugoslawien tätig. Seit 2005 hat sie einen ordentlichen Lehrstuhl für Strafrecht an der Universität Zagreb inne. Von 2008 bis 2010 war sie Dekanin der rechtswissenschaftlichen Fakultät und von 2008 bis 2012 Vizerektorin der Universität.
Neben ihrer Tätigkeit als Professorin war Turković Vizepräsidentin eines vom Europarat eingesetzten Komitees gegen den sexuellen Missbrauch von Kindern (2006/07) sowie einer Expertenrunde für eine kinderfreundliche Justiz (2009/10). Außerdem war sie die Präsidentin des Expertenkomitees, das das 2011 verabschiedete neue kroatische Strafgesetzbuch erarbeitet hatte. Zudem ist sie Autorin mehrerer in kroatischer Sprache erschienener Fach- und Lehrbücher zum Strafrecht.
Im Oktober 2012 wurde Turković als Nachfolgerin von Nina Vajić als Vertreterin Kroatiens zur Richterin am Europäischen Gerichtshof für Menschenrechte gewählt. Sie trat ihre Amtszeit am 2. Januar 2013 an. Seit dem 1. Mai 2019 war sie zudem Präsidentin der I. Sektion des EGMR. Am 24. April wurde sie von der Vollversammlung der Richter am EGMR zur neuen Vizepräsidentin des Gerichtshofs gewählt. Im Januar 2022 wurde sie durch Davor Derenčinović als die kroatische Richterin am EGMR ersetzt.